# August Guillem de Prússia (1722-1758)

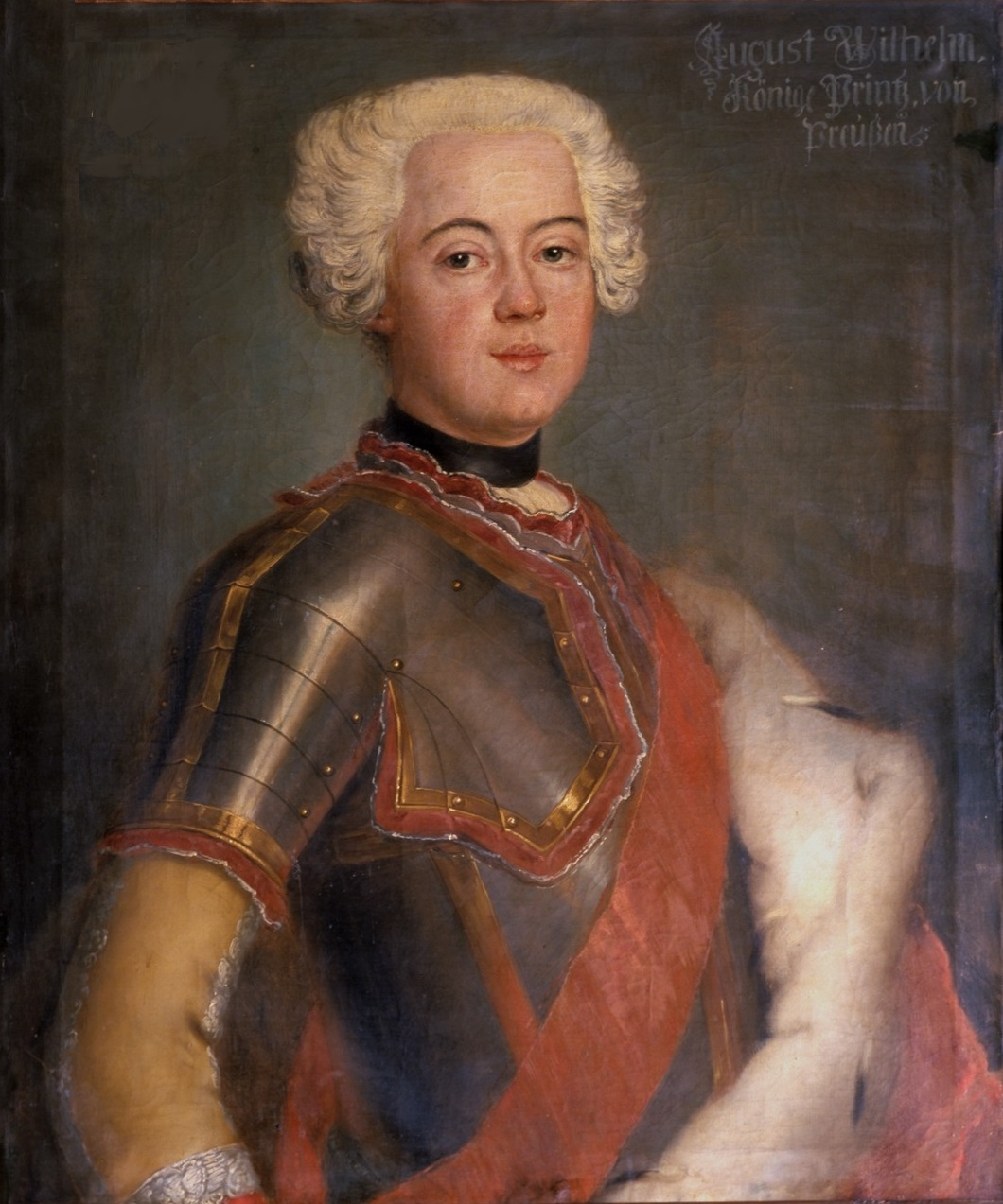
August Guillem de Prússia

|  | Aquest article tracta sobre el governant del segle XVIII. Si cerqueu el noble del segle XX, vegeu «August Guillem de Prússia». |

August Guillem de Prússia (en alemany August Wilhelm von Preußen) va néixer a Berlín el 9 d'agost de 1722 i a morir a Oranienburg el 12 de juny de 1758. Era l'onzè fill del rei Frederic Guillem I de Prússia (1688-1740) i de Sofia Dorotea de Hannover (1687-1757).
La seva carrera militar va ser més aviat conflictiva en permanent disputa amb el seu germà gran, hereu de la corona prussiana. Va participar com a general en la Primera i la Segona Guerra de Silèsia, i més tard en la Guerra dels Set anys. Com que el seu germà gran va morir sense fills, el succeí en el tron el fill d'August Guillem, Frederic Guillem II.

## Matrimoni i fills
El 1742 August Guillem es va casar a Berlín amb Lluïsa Amàlia de Brunsvic-Lüneburg (1722-1780), filla del duc Ferran Albert II (1680-1735) i d'Antonieta Amàlia de Brunsvic-Lüneburg (1696-1762). El matrimoni va tenir quatre fills:
- Frederic Guillem II (1744-1797), que es va casar amb Frederica Lluïsa de Hessen-Darmstadt.
- Frederic Enric (1747-1767).
- Guillemina (1751-1820), casada amb Guillem V d'Orange
- Jordi Carles Emili (1758-1759).